# ویتالی فریدزون
ویتالی فریدزون (روسی: Виталий Валерьевич Фридзон؛ زادهٔ ۱۴ اکتبر ۱۹۸۵) بازیکن بسکتبال اهل روسیه است.
وی در مسابقات کشوری و بین‌المللی در مجموع برندهٔ ۲ مدال برنز شده‌است.